# Memoriał Henryka Łasaka 2004
Il Memoriał Henryka Łasaka 2004, sesta edizione della corsa, si svolse il 14 agosto 2004 su un percorso di 165 km, con partenza e arrivo a Sucha Beskidzka. Fu vinto dal polacco Robert Radosz della Grupa PSB, davanti al ceco Petr Bencik e al polacco Tomasz Lisowicz.

## Ordine d'arrivo (Top 10)
| Pos. | Corridore            | Squadra                   | Tempo    |
| ---- | -------------------- | ------------------------- | -------- |
| 1    | Robert Radosz        | Grupa PSB                 | 3h56'19" |
| 2    | Petr Bencik          | eD'system-ZVVZ            | s.t.     |
| 3    | Tomasz Lisowicz      | Knauf-Mikomax             | s.t.     |
| 4    | Linus Gerdemann      | Winfix Arnolds Sicherheit | s.t.     |
| 5    | Marcin Sapa          | Knauf-Mikomax             | a 5"     |
| 6    | Kazimierz Stafiej    | DHL-Author                | s.t.     |
| 7    | Jaroslaw Rebiewski   | Knauf-Mikomax             | s.t.     |
| 8    | Michal Precechtel    | eD'system-ZVVZ            | s.t.     |
| 9    | Miroslav Keliar      |                           | s.t.     |
| 10   | Krzysztof Ciesielski | DHL-Author                | s.t.     |